# Dendrobium flabelliforme
Dendrobium flabelliforme är en orkidéart som beskrevs av Rudolf Schlechter. Dendrobium flabelliforme ingår i släktet Dendrobium, och familjen orkidéer. Inga underarter finns listade i Catalogue of Life.